# Szajyr Kasymalijewa
Szajyrgül Zarłykowna Kasymalijewa (kirg. Шайыргүл Зарлыковна Касымалиева; ros. Шайыргуль Зарлыковна Касымалиева, Szajyrgul Zarłykowna Kasymalijewa; ur. 1967) – kirgiska aktorka teatralna i filmowa, uhonorowana tytułem Zasłużonej Artystki Republiki Kirgiskiej.

## Życiorys
Urodziła się w rodzinie aktorów. Ukończyła szkołę średną w Biszkeku. W roku 1984 została przyjęta do Wyższej Szkoły Teatralnej im. M. Szczepkina w Moskwie. Od 1991 roku pracuje w teatrze dramatycznym przy Kirgizkiej Akademii Państwowej. 

## Wybrana filmografia
- 1990: Płacz pierielotnoj pticy (Kirgizfilm)
- 1992: Mastier Wostoka

## Wybrane spektakle teatralne
- Gülüsün (Mar Bajdżijew, „Kyz-Küjöö”)
- Koluktu  (Dżanysz Kułmambetow, „Kagyłajyn, Manasym!”)
- Majrasz  (Dżanysz Kułmambetow, „Dżön ele Majrasz”)
- Julia (William Szekspir, „Romeo i Julia”)
- Kałmak chanyszasy (Majramkan Abyłkasymowa, Kajrat Imanalijew, „Atake baatyr”)
- Dżürgünczü ajał (Mar Bajdżijew, „Uzak sapardagy pojezd”)
- Belina (Molier, „Chory z urojenia”)
- Ałtun  (Czyngis Ajtmatow, „Czynggyz chandyn ak bułutu”)